# Piz Frisal
Piz Frisal är en bergstopp i Schweiz.   Den ligger i regionen Surselva och kantonen Graubünden, i den östra delen av landet, 120 km öster om huvudstaden Bern. Toppen på Piz Frisal är 3 292 meter över havet, eller 109 meter över den omgivande terrängen. Bredden vid basen är 0,47 km.
Terrängen runt Piz Frisal är huvudsakligen mycket bergig. Närmaste större samhälle är Ilanz, 18,9 km öster om Piz Frisal. 
Trakten runt Piz Frisal består i huvudsak av gräsmarker. Runt Piz Frisal är det glesbefolkat, med 12 invånare per kvadratkilometer.